# Mailhat
Mailhat ist ein kleines Dorf mit nur etwa 50 Einwohnern im Département Puy-de-Dôme (Region Auvergne-Rhône-Alpes), das zur Gemeinde Lamontgie gehört. Alte Schreibweisen des Ortsnamens lauten: Maxliacum, Maislac, Malhac, Malhat oder Maillat.

## Lage
Mailhat liegt knapp zwölf Kilometer (Fahrtstrecke) südöstlich von Issoire am Ostrand der Limagne.

## Geschichte
Ort und Kirche Notre-Dame von Mailhat gehörten zum – nur acht Kilometer (Luftlinie) entfernt liegenden – Cluniazenser-Priorat von Sauxillanges. Bis zur Französischen Revolution war Mailhat der Hauptort der Pfarrei, deren Grenzen in etwa mit dem Gebiet der heutigen Kantonshauptstadt Lamontgie übereinstimmten.

## Sehenswürdigkeiten
- Das beinahe idyllische Ortsbild von Mailhat ist das einer ruhigen kleinen Landgemeinde, deren Häuser überragt werden vom Glockenturm einer romanischen Kirche.
- Die bereits im Jahr 1859 als Monument historique eingetragene Kirche Notre-Dame de Mailhat stammt aus dem letzten Viertel des 12. Jahrhunderts und war möglicherweise eine Privatkapelle des Priors von Sauxillanges – ansonsten ließen sich die solide Bauweise und der aufwendige Bauschmuck nicht erklären. Wie bei vielen Kirchen in der Auvergne und im Süden Frankreichs spielt die Gestaltung der Westfassade keine oder nur eine untergeordnete Rolle. Man betrat die Kirche durch das mehrfach zurückgestufte und mit schönen Archivoltenbögen versehene Südportal mit einem undekorierten – ehemals vielleicht bemalten – Tympanon. Die hölzernen Türen haben schöne spätgotische Dekorschnitzereien im Flamboyant-Stil (oben) und alte Schmiedearbeiten (unten). Das Innere der Kirche besteht aus einem einschiffigen Raum mit drei Jochen und einer kleeblattförmigen Apsis. Halbsäulenvorlagen mit interessanten Kapitellen (Greifen, Sirenen, bärtige Männer etc.) stabilisieren die Außenwände und tragen gleichzeitig das anspitzte Tonnengewölbe. An der polygonal ummantelten Apsis finden sich 5 Arkadenbögen mit eingestellten gedrehten Säulen; diese sind schwierig herzustellen und verlangten großes handwerkliches Können und räumliches Vorstellungsvermögen der Steinmetze – vielleicht auch deshalb sind sie in der mittelalterlichen Baukunst nur selten anzutreffen. Der doppelgeschossige quadratische – und somit für die Auvergne eher ungewöhnliche – Vierungsturm mit seinen angespitzten Arkaden mit mittig eingestellten Säulen entstammt dem 15. Jahrhundert. Insgesamt kann die beinahe fensterlose Kirche einen gewissen Wehrcharakter nicht verleugnen.

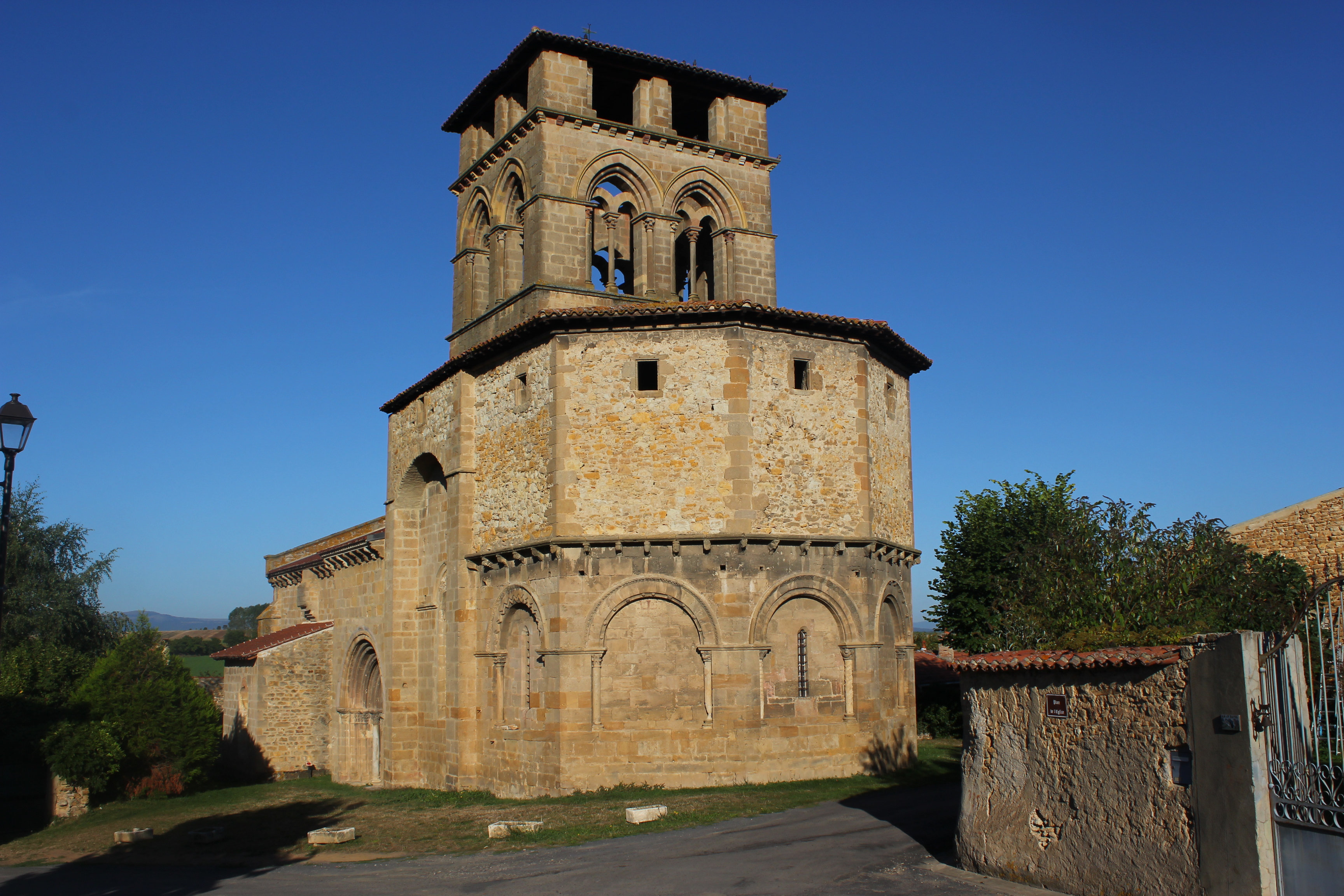
Mailhat – Ostansicht der Kirche
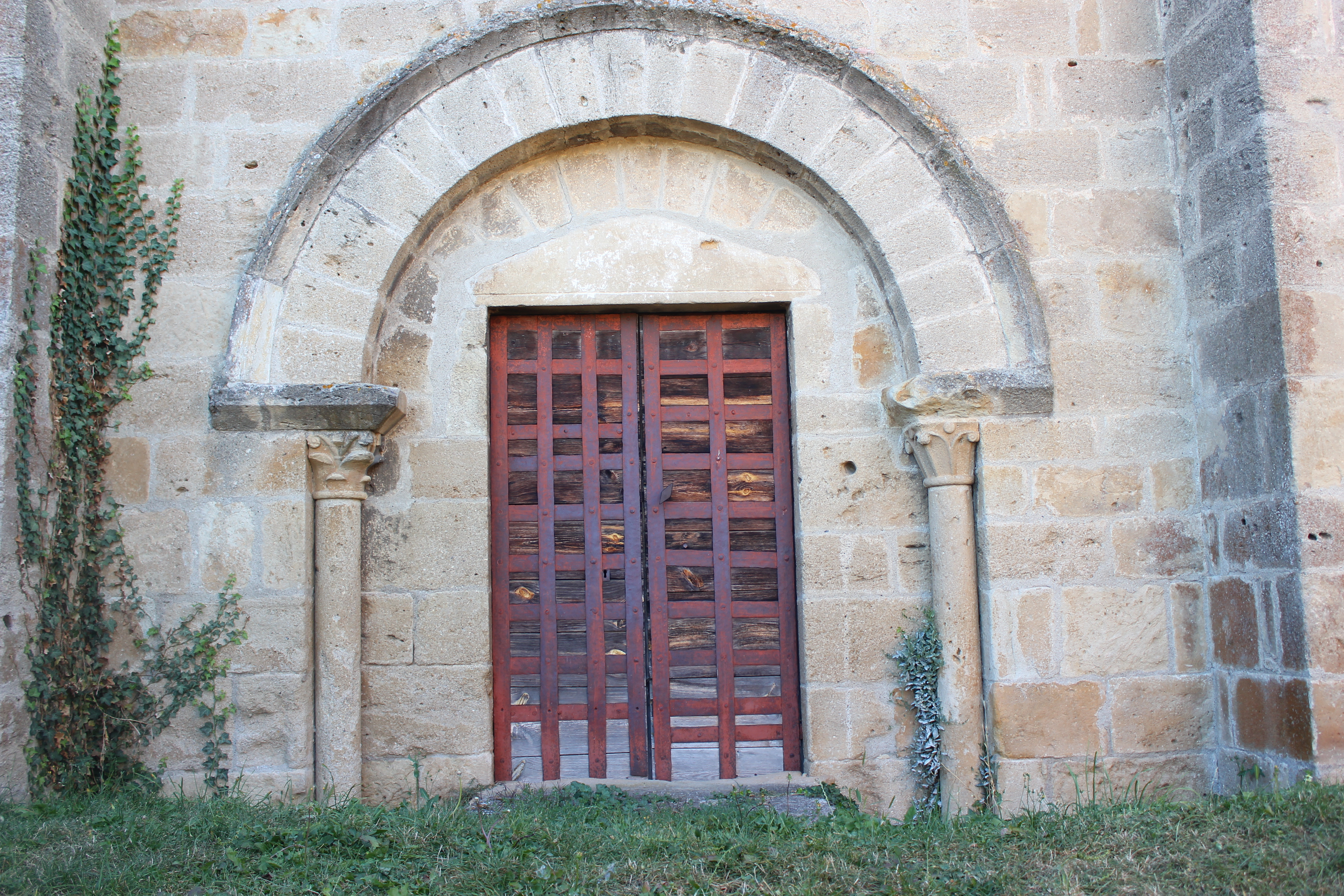
Mailhat – Westportal der Kirche
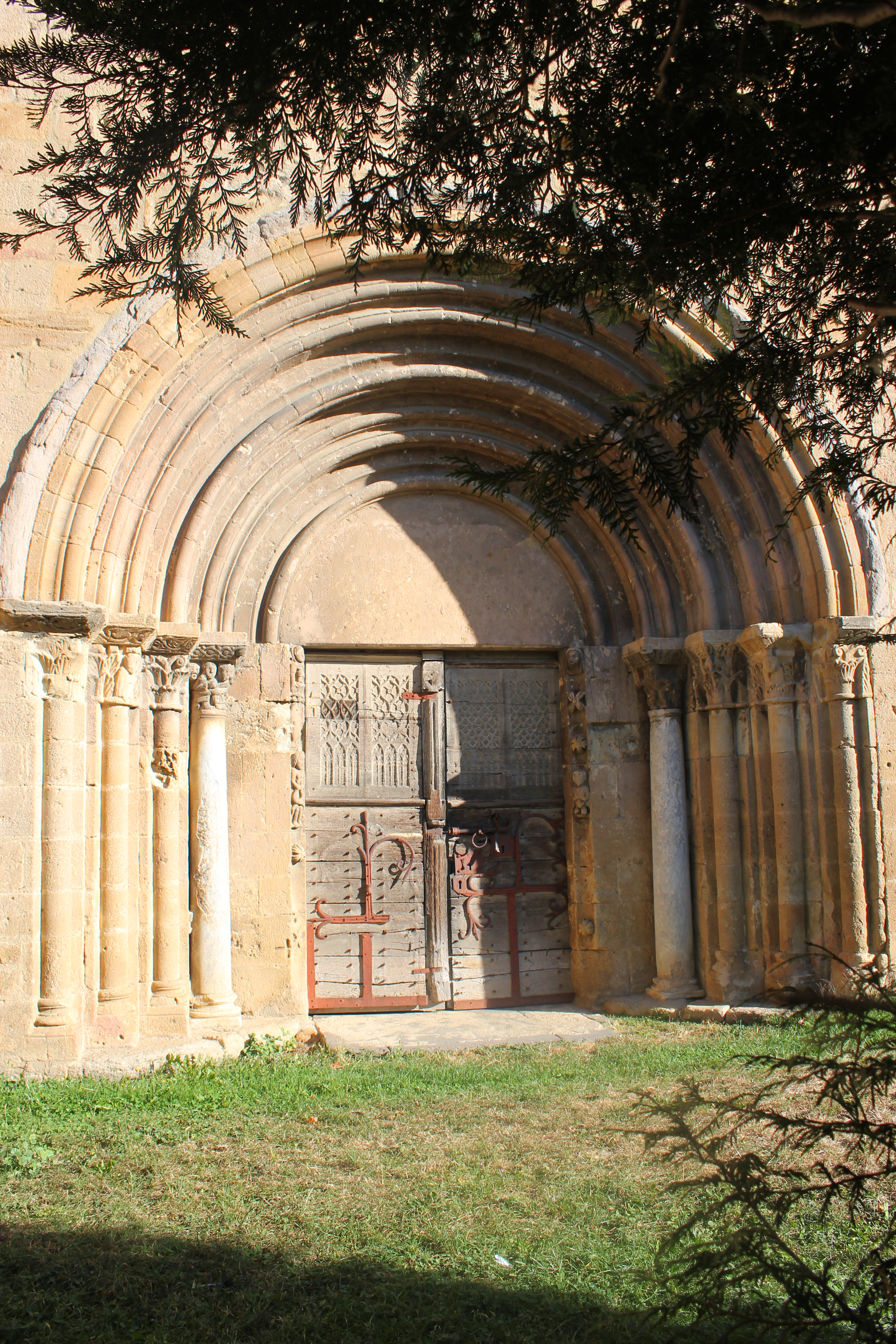
Mailhat – Südportal der Kirche
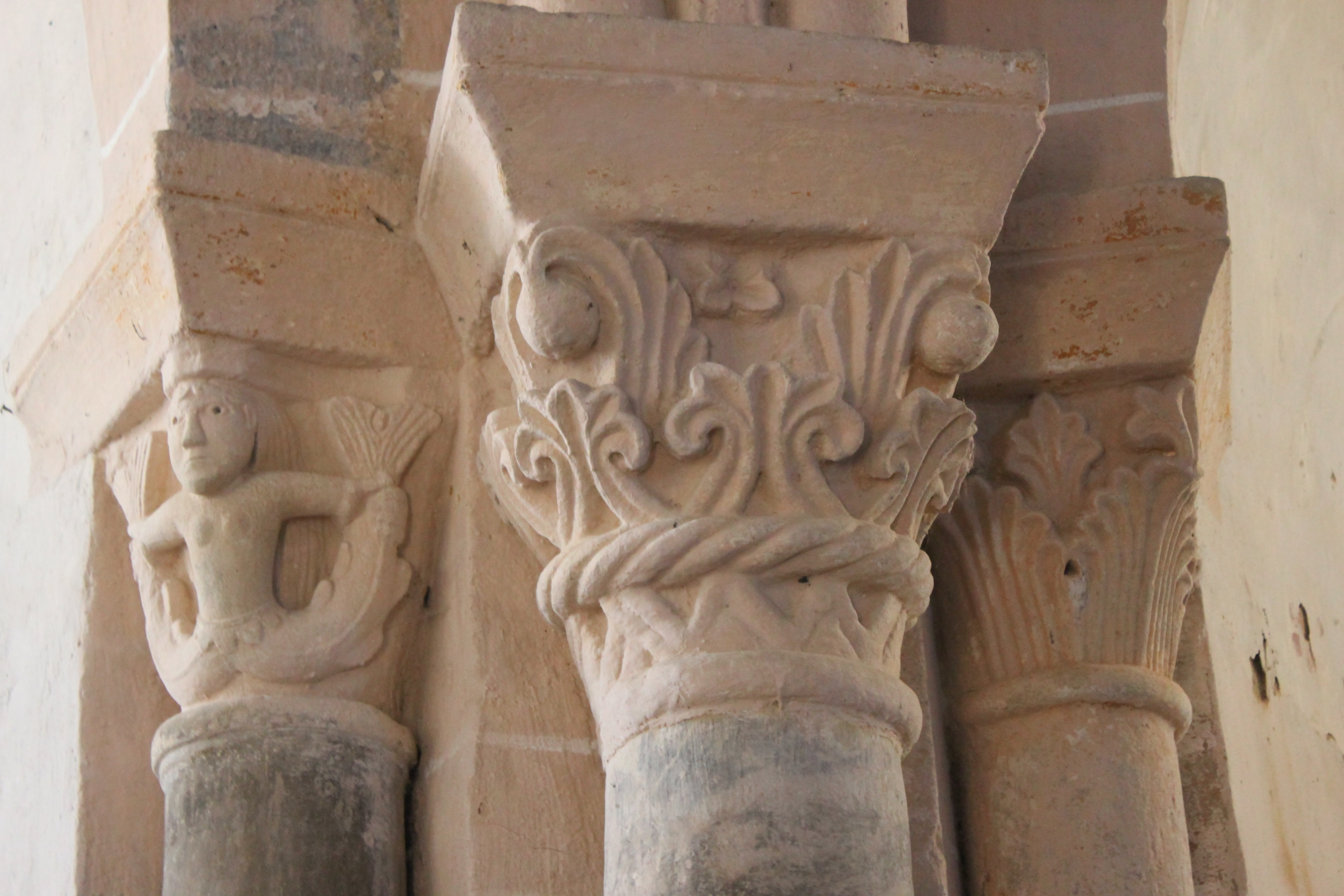
Mailhat – Kapitelle